# Елісон Редфорд
Елісон Редфорд (англ. Alison Redford; нар. 7 березня 1965, м. Кітімат, Британська Колумбія, Канада) — канадський політик, прем'єр канадської провінції Альберта. У жовтні 2011 року перемогла на виборах очільника Прогресивно-консервативної партії Альберти і стала першою в історії Альберти жінкою прем'єр-міністром. Народилася у місті Кітімат, Британська Колумбія, дитинство провела у м. Калгарі, Альберта. До початку політичної діяльності працювала адвокатом.